# Золотобалківська сільська рада
Золотоба́лківська сільська́ ра́да — адміністративно-територіальна одиниця та орган місцевого самоврядування в Нововоронцовському районі Херсонської області. Адміністративний центр — село Золота Балка.

## Загальні відомості
- Територія ради: 285,6 км²
- Населення ради: 1 681 особа (станом на 2001 рік)
- Водоймища на території, підпорядкованій даній раді: річка Дніпро, Каховське водосховище

## Населені пункти
Сільській раді були підпорядковані населені пункти:
- с. Золота Балка

## Склад ради
Рада складалася з 16 депутатів та голови.
- Голова ради: Мовчан Олександр Валентинович
- Секретар ради: Мартинюк Тетяна Михайлівна

### Керівний склад попередніх скликань
| Прізвище, ім'я, по батькові   | Основні відомості                                                         | Дата обрання | Дата звільнення |
| ----------------------------- | ------------------------------------------------------------------------- | ------------ | --------------- |
| Басараб Станіслав Федорович   | Сільський голова, 1959 року народження, безпартійний                      | 26.03.2006   | 31.10.2010      |
| Мовчан Олександр Валентинович | Сільський голова, 1974 року народження, освіта вища, член Партії регіонів | 31.10.2010   |                 |

Примітка: таблиця складена за даними сайту Верховної Ради України

### Депутати
За результатами місцевих виборів 2010 року депутатами ради стали:

#### За суб'єктами висування
| Суб'єкт висування                                       | Кількість обраних депутатів | %    |
| ------------------------------------------------------- | --------------------------- | ---- |
| Партія регіонів                                         | 11                          | 68,8 |
| Політична партія Всеукраїнське об'єднання «Батьківщина» | 4                           | 25   |
| Народна партія                                          | 1                           | 6,3  |

#### За округами
| № округу                                                | Прізвище, ім'я, по батькові     | Дата визнання обраним | Освіта             | Партійна приналежність                        | Відомості про обраного депутата                  |
| ------------------------------------------------------- | ------------------------------- | --------------------- | ------------------ | --------------------------------------------- | ------------------------------------------------ |
| Народна Партія                                          |                                 |                       |                    |                                               |                                                  |
| 12                                                      | Левченко Тетяна Іванівна        | 03.11.2010            | середня            | член Народної партії                          | елеватор СТОВ «Золота Балка», робоча             |
| Партія регіонів                                         |                                 |                       |                    |                                               |                                                  |
| 1                                                       | Дзюндзя Йосип Іванович          | 03.11.2010            | середня            | член Партії регіонів                          | приватний підприємець                            |
| 2                                                       | Кузьо Василь Андрійович         | 03.11.2010            | середня спеціальна | член Партії регіонів                          | СТОВ «Золота Балка», майстер                     |
| 5                                                       | Кордис Валентина Миколаївна     | 03.11.2010            | вища               | член Партії регіонів                          | Золотобалківська загальноосвітня школа, вчитель  |
| 6                                                       | Коваль Михайло Іванович         | 03.11.2010            | середня            | член Партії регіонів                          | МПП «Апогей», водій                              |
| 7                                                       | Рязанцев Петро Іванович         | 03.11.2010            | середня            | член Партії регіонів                          | пенсіонер                                        |
| 8                                                       | Яременко Валентина Анатоліївна  | 03.11.2010            | середня            | член Партії регіонів                          | Гентерологічне відділення, сестра-господарка     |
| 10                                                      | Шляпіна Оксана Володимирівна    | 03.11.2010            | вища               | член Партії регіонів                          | Золотобалківська сільська рада, спеціаліст       |
| 11                                                      | Бондаренко Валентина Миколаївна | 03.11.2010            | вища               | член Партії регіонів                          | Золотобалківська загальноосвітня школа, директор |
| 14                                                      | Мартинюк Тетяна Михайлівна      | 03.11.2010            | вища               | член Партії регіонів                          | Золотобалківська сільська рада, секретар         |
| 15                                                      | Шлякова Галина Анатоліївна      | 03.11.2010            | середня            | член Партії регіонів                          | Золотобалківська загальноосвітня школа, вчитель  |
| 16                                                      | Хоменко Анжела Вікторівна       | 03.11.2010            | середня            | член Партії регіонів                          | Бериславське МІВГБЗДЗЗС, охоронець               |
| Політична партія Всеукраїнське об'єднання «Батьківщина» |                                 |                       |                    |                                               |                                                  |
| 3                                                       | Мисько Ольга Миколаївна         | 03.11.2010            | середня            | член Всеукраїнського об'єднання «Батьківщина» | Лікарська амбулаторія, лаборант                  |
| 4                                                       | Вітцівський Валерій Миколайович | 03.11.2010            | вища               | член Всеукраїнського об'єднання «Батьківщина» | Лікарська амбулаторія, лікар                     |
| 9                                                       | Грек Микола Іванович            | 03.11.2010            | середня            | член Всеукраїнського об'єднання «Батьківщина» | одноосібник                                      |
| 13                                                      | Зубатюк Наталія Анатоліївна     | 03.11.2010            | вища               | член Всеукраїнського об'єднання «Батьківщина» | СТОВ «Золота Балка», головний бухгалтер          |

## Населення
Згідно з переписом УРСР 1989 року чисельність наявного населення сільської ради становила 1692 особи, з яких 807 чоловіків та 885 жінок.
За переписом населення України 2001 року в сільській раді мешкало 1611 осіб.

### Мова
Розподіл населення за рідною мовою за даними перепису 2001 року:
| Мова       | Відсоток |
| ---------- | -------- |
| українська | 96,19 %  |
| російська  | 3,45 %   |
| білоруська | 0,30 %   |